# Orthocladius rivalris
Orthocladius rivalris är en tvåvingeart som först beskrevs av Strol 1945.  Orthocladius rivalris ingår i släktet Orthocladius och familjen fjädermyggor. Inga underarter finns listade i Catalogue of Life.